# Zerah Colburn (Rechenkünstler)
Zerah Colburn (* 1. September 1804 in Cabot; † 2. März 1839 in Norwich) war ein mathematisches Wunderkind des 19. Jahrhunderts, das durch seine Leistungen im Kopfrechnen bekannt wurde.

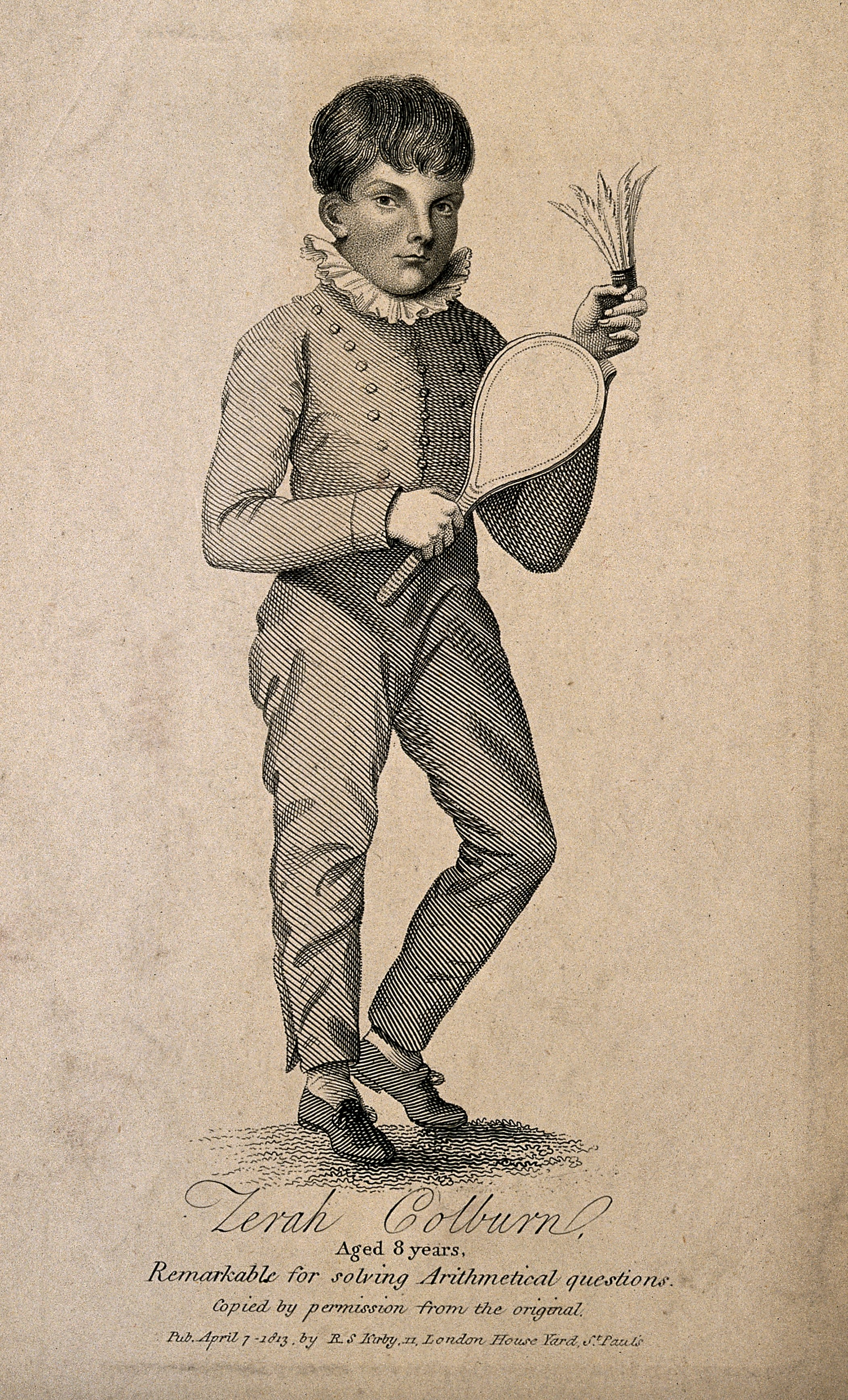
Zerah Colburn als Kind

## Leben
Colburn wurde 1804 in Cabot im US-Bundesstaat Vermont geboren. Als er nach wenigen Wochen Schulzeit bereits das Einmaleins aufsagte, überprüfte sein Vater seine mathematischen Fähigkeiten und fand sich bestätigt, als Zerah 13 korrekt mit 97 multiplizierte.
Zerahs Fähigkeiten als Rechenkünstler entwickelten sich schnell, so dass er nach kurzer Zeit Aufgaben wie die Anzahl von Sekunden in 2.000 Jahren, das Produkt von 12.225 und 1.223 oder die Quadratwurzel von 1.449 errechnen konnte. Mit 12 Jahren war er in der Lage, nach sechs Sekunden Bedenkzeit die Anzahl von Stunden in 38 Jahren, zwei Monaten und sieben Tagen zu berechnen.
Ihm wird nachgesagt, auch komplexere Probleme im Kopf gelöst zu haben, darunter etwa, ob die sechste Fermatsche Zahl
{\displaystyle \mathbf {F_{5}} =2^{2^{5}}+1\qquad ({\text{Zählung beginnt bei }}\mathbf {F_{0}} )}
eine Primzahl ist, was er verneinte und 641 als einen Teiler von {\displaystyle \mathbf {F_{5}} } nannte. Allerdings wäre es möglich, dass Zerah dies aus Literaturangaben wusste, da Leonhard Euler dies bereits 1732 erkannt hatte.
Sein Vater machte sich die Fähigkeiten seines Sohnes finanziell zunutze, in dem er mit ihm durch die Staaten des mittleren Westens, sowie Teile der Südstaaten der USA reiste und Zerah Darbietungen seiner Kopfrechenleistungen vorführte.
Die beiden verließen Vermont im Winter 1810–1811. Bei einem Aufenthalt in Hanover (New Hampshire) bot der damalige Präsident des Dartmouth College, John Wheelock, an, die Förderung und Finanzierung der weiteren Erziehung von Zerah zu übernehmen, jedoch lehnte Zerahs Vater dies ab. In Boston erregten Zerahs Fähigkeiten einiges Aufsehen, so dass er von Professoren des Harvard College und weiteren angesehenen Vertretern verschiedener Berufszweige aufgesucht wurde, und die Zeitungen mit Artikeln über seine Rechenfähigkeiten gefüllt waren.
Nach weiteren Stationen segelten Vater und Sohn im Januar 1812 nach England, um anschließend durch England selbst, Schottland und Irland zu reisen. 1813 besiegte er bei einer Ausstellung in Dublin den ein Jahr jüngeren späteren Mathematiker William Rowan Hamilton in einem Rechenduell. Es folgte ein Aufenthalt von 18 Monaten in Paris, wo Zerah in der Lycée Henri IV aufgenommen wurde, aus der sein Vater ihn jedoch kurz darauf wieder entfernte, um schließlich 1816 völlig verarmt wieder nach England zurückzukehren.
Dort wurde nach kurzer Zeit Frederick Hervey, damals Earl of Bristol, auf Zerah aufmerksam und nahm ihn in die Westminster School auf, wo er bis 1819 verweilte. Als Folge der Weigerung seines Vaters, bestimmte Auflagen des Earl einzuhalten, wurde Zerah der Schule verwiesen, woraufhin sein Vater ihm nahelegte, Schauspielerei zu studieren. Zerah folgte dieser Bitte und wurde einige Monate von Charles Kemble unterrichtet, jedoch waren sowohl Zerah selbst, als auch sein Mentor nach dem ersten öffentlichen Auftritt überzeugt, dass er nicht für die Bühne geeignet sei. Daraufhin nahm Zerah eine Position als Assistent in einer Schule an und eröffnete kurz darauf eine eigene Schule. Zudem führte er astronomische Berechnungen für Thomas Young aus.
Nach dem Tod seines Vaters 1824 finanzierten der Earl of Bristol und andere Freunde seine Rückkehr in die Vereinigten Staaten. Obwohl Zerahs Ausbildung eher ungewöhnlich war, zeigte er Sprachtalent. In Fairfield (New York) war er als Assistenzlehrkraft an einer Akademie tätig, um im März 1825 nach Burlington (Vermont) zu ziehen, wo er Französisch unterrichtete und zugleich an der University of Vermont seine Studien fortführte. Gegen Ende des Jahres 1825 trat er den Methodisten bei, um sich schließlich nach neun Jahren als Wanderprediger 1835 in Norwich (Vermont) niederzulassen. Kurz darauf wurde er zum Professor für Sprachen an der Norwich University berufen, was er bis zu seinem Tod blieb. Er starb am 2. März 1839 an Tuberkulose.

## Familie
Sein Neffe gleichen Namens war ein anerkannter Ingenieur für Lokomotiven sowie technischer Journalist.